# Hanspeter Staffler
Hanspeter Staffler (* 12. Juli 1966 in Schlanders, Südtirol) ist ein italienischer Beamter und Politiker.

## Biographie
Staffler wuchs in Mals auf. Er absolvierte an der Universität für Bodenkultur in Wien ein Studium der Forstwirtschaft, das er mit der 1993 eingereichten Diplomarbeit Waldgesellschaften im oberen Vinschgau als Grundlage für ein Wildbewirtschaftungskonzept zum Abschluss brachte. 1996 trat er als Beamter in den Südtiroler Landesdienst ein, ab 2002 hatte er den Rang eines Amtsdirektors inne. Dabei betreute er zunächst den Bereich Wasserschutzbauten, ab 2007 stand er der Abteilung Brand- und Zivilschutz vor. 2009 wurde er an seiner Alma Mater mit einer Dissertation über die potentiell natürliche Vegetation des Vinschger Sonnenbergs promoviert. 2014 wurde er zum Generaldirektor der Südtiroler Landesverwaltung befördert. Bei den Landtagswahlen 2018 konnte Staffler mit 3.377 Vorzugsstimmen auf der Liste der Grünen ein Mandat für den Südtiroler Landtag und damit gleichzeitig den Regionalrat Trentino-Südtirol erringen. Bei den Landtagswahlen 2023 verpasste er mit 4.058 Vorzugsstimmen die Wiederwahl.

## Publikationen (Auswahl)
- Montane und subalpine Nadelwälder im oberen Vinschgau (Eine Übersicht). In: Der Schlern. Heft 4, 1998, S. 235–244.
- mit G. Karrer: Wärmeliebende Wälder im Vinschgau (Südtirol/Italien). In: Sauteria. Band 11: Biotopkartierung in Bergregionen & Beiträge der ostalpin-dinarischen Gesellschaft für Vegetationskunde in Pontresina. Just, Dorfbeuern/Salzburg/Brüssel 2001, S. 301–358.
- mit K. Katzensteiner, H. Hager und G. Karrer: Trockene Waldböden am Vinschgauer Sonnenberg (Südtirol/Italien). In:  Gredleriana. Band 3, 2003, S. 377–414.
- mit G. Karrer: Die Schwarzföhrenforste im Vinschgau (Südtirol/Italien). In: Gredleriana. Band 5, 2005, S. 135–170.
- mit R. Pollinger und A. Zischg: Priorisierung des Handlungsbedarfs bei der Sicherung des Lebensraums vor Wassergefahren auf regionaler Maßstabsebene in der Autonomen Provinz Bozen-Südtirol. In: Interpraevent 2008 – Conference Proceedings. Band 2, 2008, S. 323–334.
- mit H. Prugg, R. Pollinger, M. Tanzer und T. Gögele: Organisation der Einsatzplanung in der Abteilung Wasserschutzbauten der Autonomen Provinz Bozen-Südtirol bei Hochwasserereignissen. In: Interpraevent 2008 – Conference Proceedings. Band 2, 2008. S. 87–97.
- mit R. Pollinger, A. Zischg und P. Mani: Spatial variability and potential impacts of climate change on flood and debris flow hazard zone mapping and implications for risk management. In: Nat. Hazards Earth Syst. Sci. Band 8, 2008, S. 539–558 (Online).
- mit K. Kofler: Die „Prader Sand“: Revitalisierung des Suldenbaches durch Gerinneaufweitung. Wildbach- und Lawinenverbau. In: Zeitschrift für Wildbach-, Lawinen-, Erosions- und Steinschlagschutz. Band 73, Heft 161, 2009, S. 60–72.
- mit A. Obex: Entwicklung des Katastrophenmanagements in Südtirol. Wildbach- und Lawinenverbau. In: Zeitschrift für Wildbach-, Lawinen-, Erosions- und Steinschlagschutz. Band 73, Sonderheft 162, 2009, S. 136–143.
- mit G. Karrer: Umwandlung der Vinschgauer Schwarzföhrenbestände in naturnahe Bestände. In: Gredleriana. Band 11, 2009, S. 93–114.
- Die Schwarzföhrenbestände im Vinschgau aus kulturhistorischer und ökologischer Sicht. In: Der Schlern. Heft 11, 2010, S. 49–62.
- mit K. Nicolussi und G. Patzelt: Postglaziale Waldgrenzentwicklung in den Westtiroler Zentralalpen. In: Gredleriana. Band 11, 2011, S. 93–114.
- mit D. Schatzer und G. Burger: Coaching und Führung. Vorschlag für ein effizientes und dauerhaftes Coaching in der Landesverwaltung der Autonomen Provinz Bozen. In: Neue Wege mit Coaching. Hrsg. von der Internationalen Akademie an der Freien Universität Berlin. Berlin 2012, S. 263–293.
- Katastrophenmanagement in Südtirol: Organisation und Wirkung anhand des Erdbebens in den Abruzzen. Wildbach- und Lawinenverbau. In: Zeitschrift für Wildbach-, Lawinen-, Erosions- und Steinschlagschutz. Band 77, Heft 172, 2013, S. 28–43.
- mit W. Gallmetzer: Naturereignisse aus der Geschichte: Was sagen sie uns? In: Der Schlern. Heft 10, 2014, S. 5–13.
- als Co-Autor: Qualität und Entwicklungschancen der Südtiroler Landesverwaltung. In: Bericht des Generaldirektors laut Landesgesetz vom 22. Oktober 1992. Band 17, 2018 (PDF, abgerufen am 6. Dezember 2018).
- mit F. Florineth und H.P. Rauch: Stabilization of landslides with bio-engineering measures in South Tyrol / Italy and Thankot / Nepal. In: International Congress Interpraevent 2002 in the Pacific Rim – Matsumoto / Japan. Congress publication. Band 2, 2002, S. 827–837.
- mit C. Volcan: Procedura per la realizzazione di una carta indicativa dei pericoli alluvionali per fiumi di fondovalle in territorio alpino. In: Interpraevent 2008 – Conference Proceedings. Band 2, 2008, S. 431–441.
- mit T. Wilhalm und S. Wallnöfer: Das Melico ciliatae-Robinietum pseudacaciae, eine neue Robinienwald-Assoziation in der inneralpinen Trockenvegetation des Vinschgaues (Südtirol, Italien). In: Verh. Zool.-Bot. Ges. Österreich. Band 145, 2008, S. 65–81.
- mit A. Zischg, P. Macconi, R. Pollinger, M. Sperling, B. Mazzorana und E. Berger: Historische Überschwemmungen und Murereignisse in Südtirol. Erhebung und Dokumentation. In: Der Schlern. Heft 8, 2007, S. 4–16.